# Sestos
Sestos (en grec antic: Σηστός, llatí: Sestus) era la principal ciutat del Quersonès Traci, situada enfront d'Abidos. Aquest punt, per la seva posició, era el lloc habitual per passar d'Europa a Àsia durant segles fins que els romans van canviar el pas i el van situar a Cal·lípolis, que a partir d'aleshores es va convertir en la ciutat principal de la regió, i Sestos, que no era una ciutat gaire gran, va entrar en decadència.
Estrabó diu que era una ciutat fortificada, i connectada amb el port per una muralla de 200 peus de longitud. Segons Xenofont era una ciutat molt ben murallada. Era una ciutat molt antiga, i Homer en parla al Catàleg dels troians a la Ilíada. Diu que els seus homes, i els habitants de les ciutats sota domini del rei Asi van lluitar al costat de Príam a la guerra de Troia.
La ciutat va ser famosa per dos fets. Un que forma part de la poesia, la història d'Hero i Leandre, atribuïda a l'escriptor Museu. Però la seva fama històrica és deguda al fet que a Sestos el rei Xerxes I de Pèrsia va construir el pont de naus per travessar l'Hel·lespont amb l'exèrcit, quan era governada pel tirà Artaictes l'any 480 aC. Segons Heròdot, el pont s'acabava una mica al sud de la ciutat.
Després de la batalla de Mícale els atenencs van voler recuperar el Quersonès i van assetjar Sestos on s'havien fet forts els perses, però que no estava ben preparada per la defensa. La guarnició persa va resistir durant mesos fins que a la primavera del 478 aC els atenencs hi van entrar quan la gana va fer revoltar els habitants. El governador persa Artaictes i la major part dels perses van fugir a la nit i els habitants van obrir les portes, segons diuen Heròdot i Tucídides.
Va seguir en mans d'Atenes fins a la batalla d'Egospòtam al final de la guerra del Peloponnès, l'any 404 aC, i llavors com altres ciutats del Quersonès va passar a mans dels lacedemonis, i dels seus aliats perses; quan va esclatar la guerra entre Esparta i Pèrsia, Sestos va agafar el partit dels espartans i va rebutjar l'ordre de Farnabazos II d'expulsar la guarnició lacedemònia. Llavors Conó l'any 394 aC va assetjar la ciutat, però no va poder ser ocupada, diu Xenofont.
Un temps després, probablement a conseqüència de la pau d'Antàlcides el 387 aC, va recuperar la seva independència per un temps, i potser només nominalment, ja que els perses no van tardar a imposar el seu domini, ja que quan torna a ser mencionada estava sota domini del sàtrapa Ariobàrzanes de Frígia que estava en guerra amb el rei Cotis I dels odrisis cap a l'any 362 aC, que va assetjar la ciutat però va haver d'aixecar el setge davant les forces unides de Timoteu d'Anaflist i Agesilau.
És possible que per aquest servei el sàtrapa persa hagués donat Sestos a Atenes (i alguna altra ciutat) cosa que sembla estrany; s'hauria revoltat contra els perses (o contra els atenencs) i s'hauria sotmès a Cotis, però el seu successor Cersobleptes va lliurar tot el Quersonès amb Sestos a Atenes el 357 aC. Com que la ciutat refusava sotmetre's a Atenes, aquesta va enviar a Cares (353 aC) per la seva conquesta. Va prendre Sestos per assalt i va executar tots els habitants mascles. Va repoblar la ciutat amb clerucs, ciutadans atenencs pobres que rebien un tros de terra per poder-se pagar l'equip d'hoplita, segons diu Diodor de Sicília.
Després d'això les notícies desapareixen, però no devia tardar a caure en mans dels macedonis. Alexandre el Gran va reunir aquí les seves tropes per passar a Àsia amb les seves naus l'any 334 aC. El rei Filip V de Macedònia en el tractat de pau amb Roma després de la Segona Guerra Macedònica, va haver d'evacuar Sestos, una de les peticions que els rodis havien fet als romans, ja que els interessava el lliure comerç cap al Pont Euxí, segons Titus Livi.
Durant la guerra amb Antíoc III el Gran els romans estaven a punt d'assetjar la ciutat l'any 190 aC però la ciutat es va rendir immediatament. Estrabó diu que al seu temps era una ciutat d'una certa importància comercial, però no es coneix el seu destí posterior. Degué desaparèixer al final de l'Imperi en els atacs dels gots.